# Gran Premio di Germania 1989
Il Gran Premio di Germania 1989 fu la nona gara della stagione 1989 del Campionato mondiale di Formula 1, disputata il 30 luglio sul Circuito di Hockenheim. La manifestazione vide la vittoria di Ayrton Senna su McLaren - Honda, seguito dal compagno di squadra Alain Prost e da Nigel Mansell su Ferrari.

## Prima della gara
- Da metà stagione in poi i due piloti della Brabham, Modena e Brundle non dovettero più prendere parte alle prequalifiche in virtù dei risultati fatti segnare dalle loro scuderie nella prima parte di campionato; al loro posto furono costretti a parteciparvi i piloti Moreno della Coloni e Tarquini della AGS.
- La Larrousse ingaggiò Michele Alboreto per il resto della stagione, dopo aver affidato la propria seconda vettura a Éric Bernard nelle due gare precedenti.

## Qualifiche
Senna conquistò la settima pole position stagionale, battendo di un secondo netto il suo compagno di squadra Prost; alle spalle delle due McLaren si piazzarono le due Ferrari di Mansell e Berger, seguite dalle Williams di Patrese e Boutsen. Chiudevano la top ten Nannini, Piquet, Pirro e Alesi.

### Prequalifiche
| Pos                        | No | Pilota                | Costruttore           | Tempo    | Distacco |
| -------------------------- | -- | --------------------- | --------------------- | -------- | -------- |
| 1                          | 37 | Bertrand Gachot       | Onyx-Ford             | 1:47.283 | —        |
| 2                          | 36 | Stefan Johansson      | Onyx-Ford             | 1:47.700 | +0.417   |
| 3                          | 30 | Philippe Alliot       | Larrousse-Lamborghini | 1:47.746 | +0.463   |
| 4                          | 29 | Michele Alboreto      | Larrousse-Lamborghini | 1:47.919 | +0.636   |
| Vetture non prequalificate |    |                       |                       |          |          |
| 5*                         | 41 | Yannick Dalmas        | AGS-Ford              | 1:47.920 | +0.637   |
| 6*                         | 17 | Nicola Larini         | Osella-Ford           | 1.48.301 | +1.018   |
| 7*                         | 40 | Gabriele Tarquini     | AGS-Ford              | 1:48.558 | +1.275   |
| 8*                         | 18 | Piercarlo Ghinzani    | Osella-Ford           | 1:48.564 | +1.281   |
| 9*                         | 31 | Roberto Moreno        | Coloni-Ford           | 1:48.567 | +1.284   |
| 10*                        | 32 | Pierre-Henri Raphanel | Coloni-Ford           | 1:48.780 | +1.457   |
| 11*                        | 33 | Gregor Foitek         | EuroBrun-Judd         | 1:49.458 | +2.175   |
| 12*                        | 35 | Aguri Suzuki          | Zakspeed-Yamaha       | 1:49.527 | +2.244   |
| 13*                        | 34 | Bernd Schneider       | Zakspeed-Yamaha       | 1:50.455 | +3.172   |

### Classifica
| Pos                     | No | Pilota             | Costruttore                             | Tempo    | Distacco |
| ----------------------- | -- | ------------------ | --------------------------------------- | -------- | -------- |
| 1                       | 1  | Ayrton Senna       | McLaren - Honda                         | 1:42.300 |          |
| 2                       | 2  | Alain Prost        | McLaren - Honda                         | 1:43.306 | +1.006   |
| 3                       | 27 | Nigel Mansell      | Ferrari                                 | 1:44.020 | +1.720   |
| 4                       | 28 | Gerhard Berger     | Ferrari                                 | 1:44.467 | +2.167   |
| 5                       | 6  | Riccardo Patrese   | Williams - Renault                      | 1:44.511 | +2.211   |
| 6                       | 5  | Thierry Boutsen    | Williams - Renault                      | 1:44.702 | +2.402   |
| 7                       | 19 | Alessandro Nannini | Benetton - Ford Cosworth                | 1:45.033 | +2.733   |
| 8                       | 11 | Nelson Piquet      | Lotus - Judd                            | 1:45.475 | +3.175   |
| 9                       | 20 | Emanuele Pirro     | Benetton - Ford Cosworth                | 1:45.845 | +3.545   |
| 10                      | 4  | Jean Alesi         | Tyrrell - Ford Cosworth                 | 1:46.888 | +4.588   |
| 11                      | 26 | Olivier Grouillard | Ligier - Ford Cosworth                  | 1:46.893 | +4.593   |
| 12                      | 7  | Martin Brundle     | Brabham - Judd                          | 1:47.216 | +4.916   |
| 13                      | 23 | Pierluigi Martini  | Minardi - Ford Cosworth                 | 1:47.380 | +5.080   |
| 14                      | 15 | Maurício Gugelmin  | March - Judd                            | 1:47.387 | +5.087   |
| 15                      | 30 | Philippe Alliot    | Lola Larrousse - Lamborghini            | 1:47.486 | +5.186   |
| 16                      | 8  | Stefano Modena     | Brabham - Judd                          | 1:47.511 | +5.211   |
| 17                      | 9  | Derek Warwick      | Arrows - Ford Cosworth                  | 1:47.533 | +5.233   |
| 18                      | 12 | Satoru Nakajima    | Lotus - Judd                            | 1:47.663 | +5.363   |
| 19                      | 3  | Jonathan Palmer    | Tyrrell - Ford Cosworth                 | 1:47.676 | +5.376   |
| 20                      | 21 | Alex Caffi         | Dallara Scuderia Italia - Ford Cosworth | 1:47.679 | +5.379   |
| 21                      | 22 | Andrea De Cesaris  | Dallara Scuderia Italia - Ford Cosworth | 1:47.879 | +5.579   |
| 22                      | 16 | Ivan Capelli       | March - Judd                            | 1:48.078 | +5.778   |
| 23                      | 25 | René Arnoux        | Ligier - Ford Cosworth                  | 1:48.266 | +5.966   |
| 24                      | 36 | Stefan Johansson   | Onyx - Ford Cosworth                    | 1:48.348 | +6.048   |
| 25                      | 10 | Eddie Cheever      | Arrows - Ford Cosworth                  | 1:48.396 | +6.096   |
| 26                      | 29 | Michele Alboreto   | Lola Larrousse - Lamborghini            | 1:48.670 | +6.370   |
| Vetture non qualificate |    |                    |                                         |          |          |
| NQ                      | 24 | Luis Pérez-Sala    | Minardi - Ford Cosworth                 | 1:48.686 | +6.386   |
| NQ                      | 37 | Bertrand Gachot    | Onyx - Ford Cosworth                    | 1:49.004 | +6.704   |
| NQ                      | 38 | Christian Danner   | Rial - Ford Cosworth                    | 1:49.767 | +7.467   |

## Gara
Al via Berger provò ad insidiare le due McLaren, ma fu sopravanzato nuovamente sia da Senna che da Prost. Il brasiliano mantenne il comando fino al cambio gomme, quando il suo pit stop fu piuttosto lungo e gli fece perdere la prima posizione a vantaggio del compagno di squadra. A tre tornate dal termine, però, Senna riprese la prima posizione, approfittando di noie al cambio che rallentavano Prost. Mansell chiuse in terza posizione, mentre il suo compagno di squadra Berger fu costretto al ritiro dallo scoppio di uno pneumatico; quarto giunse Patrese, seguito da Piquet e Warwick.

### Classifica
| Pos | N° | Pilota                | Costruttore                             | Giri | Tempo/Causa ritiro       | Pos. Partenza | Punti |
| --- | -- | --------------------- | --------------------------------------- | ---- | ------------------------ | ------------- | ----- |
| 1   | 1  | Ayrton Senna          | McLaren - Honda                         | 45   | 1:21:43.302              | 1             | 9     |
| 2   | 2  | Alain Prost           | McLaren - Honda                         | 45   | + 18.151                 | 2             | 6     |
| 3   | 27 | Nigel Mansell         | Ferrari                                 | 45   | + 1:23.254               | 3             | 4     |
| 4   | 6  | Riccardo Patrese      | Williams - Renault                      | 44   | + 1 Giro                 | 5             | 3     |
| 5   | 11 | Nelson Piquet         | Lotus - Judd                            | 44   | + 1 Giro                 | 8             | 2     |
| 6   | 9  | Derek Warwick         | Arrows - Ford Cosworth                  | 44   | + 1 Giro                 | 17            | 1     |
| 7   | 22 | Andrea De Cesaris     | Dallara Scuderia Italia - Ford Cosworth | 44   | + 1 Giro                 | 21            |       |
| 8   | 7  | Martin Brundle        | Brabham - Judd                          | 44   | + 1 Giro                 | 12            |       |
| 9   | 23 | Pierluigi Martini     | Minardi - Ford Cosworth                 | 44   | + 1 Giro                 | 13            |       |
| 10  | 4  | Jean Alesi            | Tyrrell - Ford Cosworth                 | 43   | + 2 Giri                 | 10            |       |
| 11  | 25 | René Arnoux           | Ligier - Ford Cosworth                  | 42   | + 3 Giri                 | 23            |       |
| 12  | 10 | Eddie Cheever         | Arrows - Ford Cosworth                  | 40   | Sistema di alimentazione | 25            |       |
| Rit | 8  | Stefano Modena        | Brabham - Judd                          | 37   | Motore                   | 16            |       |
| Rit | 12 | Satoru Nakajima       | Lotus - Judd                            | 36   | Testacoda                | 18            |       |
| Rit | 16 | Ivan Capelli          | March - Judd                            | 32   | Impianto elettrico       | 22            |       |
| Rit | 15 | Maurício Gugelmin     | March - Judd                            | 28   | Cambio                   | 14            |       |
| Rit | 20 | Emanuele Pirro        | Benetton - Ford Cosworth                | 26   | Incidente                | 9             |       |
| Rit | 30 | Philippe Alliot       | Lola Larrousse - Lamborghini            | 20   | Perdita olio             | 15            |       |
| Rit | 3  | Jonathan Palmer       | Tyrrell - Ford Cosworth                 | 16   | Motore                   | 19            |       |
| Rit | 28 | Gerhard Berger        | Ferrari                                 | 13   | Incidente                | 4             |       |
| Rit | 36 | Stefan Johansson      | Onyx - Ford Cosworth                    | 8    | Surriscaldamento         | 24            |       |
| Rit | 19 | Alessandro Nannini    | Benetton - Ford Cosworth                | 6    | Impianto elettrico       | 7             |       |
| Rit | 5  | Thierry Boutsen       | Williams - Renault                      | 4    | Collisione con E.Pirro   | 6             |       |
| Rit | 21 | Alex Caffi            | Dallara Scuderia Italia - Ford Cosworth | 2    | Motore                   | 20            |       |
| Rit | 29 | Michele Alboreto      | Lola Larrousse - Lamborghini            | 1    | Impianto elettrico       | 26            |       |
| Rit | 26 | Olivier Grouillard    | Ligier - Ford Cosworth                  | 0    | Cambio                   | 11            |       |
| NQ  | 24 | Luis Pérez-Sala       | Minardi - Ford Cosworth                 |      |                          |               |       |
| NQ  | 37 | Bertrand Gachot       | Onyx - Ford Cosworth                    |      |                          |               |       |
| NQ  | 38 | Christian Danner      | Rial - Ford Cosworth                    |      |                          |               |       |
| SQ  | 39 | Volker Weidler        | Rial - Ford Cosworth                    |      | Squalificato             |               |       |
| NPQ | 41 | Yannick Dalmas        | AGS - Ford Cosworth                     |      |                          |               |       |
| NPQ | 17 | Nicola Larini         | Osella - Ford Cosworth                  |      |                          |               |       |
| NPQ | 40 | Gabriele Tarquini     | AGS - Ford Cosworth                     |      |                          |               |       |
| NPQ | 18 | Piercarlo Ghinzani    | Osella - Ford Cosworth                  |      |                          |               |       |
| NPQ | 31 | Roberto Moreno        | Coloni - Ford Cosworth                  |      |                          |               |       |
| NPQ | 32 | Pierre-Henri Raphanel | Coloni - Ford Cosworth                  |      |                          |               |       |
| NPQ | 33 | Gregor Foitek         | EuroBrun - Judd                         |      |                          |               |       |
| NPQ | 35 | Aguri Suzuki          | Zakspeed - Yamaha                       |      |                          |               |       |

## Classifiche

### Piloti
| Pos. | Pilota             | Punti |
| ---- | ------------------ | ----- |
| 1    | Alain Prost        | 53    |
| 2    | Ayrton Senna       | 36    |
| 3    | Riccardo Patrese   | 25    |
| 3    | Nigel Mansell      | 25    |
| 5    | Thierry Boutsen    | 13    |
| 6    | Alessandro Nannini | 12    |
| 7    | Nelson Piquet      | 8     |
| 8    | Michele Alboreto   | 6     |
| 9    | Johnny Herbert     | 5     |
| 10   | Derek Warwick      | 5     |
| 11   | Maurício Gugelmin  | 4     |
| 12   | Stefano Modena     | 4     |
| 13   | Eddie Cheever      | 4     |
| 14   | Andrea De Cesaris  | 4     |
| 15   | Alex Caffi         | 4     |
| 16   | Christian Danner   | 3     |
| 17   | Jean Alesi         | 3     |
| 18   | René Arnoux        | 2     |
| 19   | Stefan Johansson   | 2     |
| 20   | Pierluigi Martini  | 2     |
| 21   | Jonathan Palmer    | 1     |
| 22   | Martin Brundle     | 1     |
| 23   | Gabriele Tarquini  | 1     |
| 24   | Olivier Grouillard | 1     |
| 25   | Luis Pérez-Sala    | 1     |

### Costruttori
| Pos. | Team                                    | Punti |
| ---- | --------------------------------------- | ----- |
| 1    | McLaren - Honda                         | 89    |
| 2    | Williams - Renault                      | 38    |
| 3    | Ferrari                                 | 25    |
| 4    | Benetton - Ford Cosworth                | 17    |
| 5    | Tyrrell - Ford Cosworth                 | 10    |
| 6    | Arrows - Ford Cosworth                  | 9     |
| 7    | Dallara Scuderia Italia - Ford Cosworth | 8     |
| 8    | Lotus - Judd                            | 8     |
| 9    | Brabham - Judd                          | 5     |
| 10   | March - Judd                            | 4     |
| 11   | Rial - Ford Cosworth                    | 3     |
| 12   | Ligier - Ford Cosworth                  | 3     |
| 13   | Minardi - Ford Cosworth                 | 3     |
| 14   | Onyx - Ford Cosworth                    | 2     |
| 15   | AGS - Ford Cosworth                     | 1     |